# Rai Quirinale
Rai Quirinale è la struttura della Rai che si occupa delle trasmissioni televisive dal Palazzo del Quirinale e dei principali eventi pubblici che coinvolgono il Presidente della Repubblica.

## Storia e attività
Oltre a quanto detto sopra, la struttura si occupa:
- ogni 2 giugno delle celebrazioni in occasione della Festa della Repubblica;
- il 31 dicembre del messaggio di fine anno del Presidente;
- ogni domenica mattina trasmette su Rai Radio 3, in diretta, i concerti di musica classica che si tengono nella Cappella Paolina. La redazione si occupa inoltre dei servizi giornalistici sugli incontri ufficiali con i capi di Stato stranieri e delle manifestazioni culturali a cui presiede il Capo dello Stato.

L'intero gruppo è posto sotto la supervisione diretta del Direttore Generale della Rai.
Fino al 1997 ha avuto il nome di "Struttura Tecnico Informativa presso il Quirinale".

## Direttori
- Giovanni Garofalo (1997 - 2006)
- Daniela Tagliafico (2006 - 22 maggio 2013)
- Mariolina Sattanino (22 maggio 2013 - settembre 2019)[1]
- Andrea Covotta (da settembre 2019)[2]

## Loghi

16 marzo 2000 - 17 maggio 2010
18 maggio 2010 - 15 gennaio 2018
In uso dal 16 gennaio 2018